# Peperomia dauleana
Peperomia dauleana är en pepparväxtart som beskrevs av C. Dc.. Peperomia dauleana ingår i släktet peperomior, och familjen pepparväxter. Inga underarter finns listade i Catalogue of Life.